# سوپرمن: شمارش معکوس آپوکالیپس
سوپرمن: شمارش معکوس آپوکالیپس (به انگلیسی: Superman: Countdown to Apokolips) یک بازی ویدئویی در ژانر اکشن و ماجراجویی است که توسط آتاری اس ای در سال ۲۰۰۳ برای گیم بوی ادونس منتشر شد. این بازی دنباله بازی سایه آپوکالیپس است. سبک بصری و محیط بازی برگرفته از سریال سوپرمن: مجموعه کارتونی است.

## بازخوردها
| گردآورنده  | امتیاز |
| ---------- | ------ |
| گیم‌رنکینگز | 45%    |
| متاکریتیک  | 47/100 |

| ناشر         | امتیاز |
| ------------ | ------ |
| آل‌گیم        | [ ۳ ]  |
| آی‌جی‌ان       | 4.5/10 |
| نینتندو پاور | 2.6/5  |

برخلاف گیم پلی تکراری منتقدین از گرافیک و فضاسازی این بازی تمجید کردند.